# Casandrino
Casandrino é uma comuna italiana da região da Campania, província de Nápoles, com cerca de 13.245 habitantes. Estende-se por uma área de 3 km², tendo uma densidade populacional de 4415 hab/km². Faz fronteira com Arzano, Grumo Nevano, Melito di Napoli, Nápoles, Sant'Antimo.

## Demografia
| Variação demográfica do município entre 1861 e 2011                               |
|                                                                                   |
| Fonte: Istituto Nazionale di Statistica (ISTAT) - Elaboração gráfica da Wikipedia |